# Leonardo Sonaglia
Leonardo Sonaglia (Fabriano, 25 aprile 1959) è un ex cestista e allenatore di pallacanestro italiano.

## Carriera
In Serie A ha vestito le maglie di Fabriano, Forlì, Pesaro, Firenze, Pallacanestro Livorno, Libertas Pallacanestro Livorno e Libertas Udine. Come allenatore, ha guidato la Vigor Matelica.

## Palmarès
- Promozione in Serie A1: 3
Fabriano Basket: 1981-82; Libertas Forlì: 1982-83; Pall. Firenze: 1988-89.